# Tadshikoraphidia
Tadshikoraphidia is een geslacht van kameelhalsvliegen uit de familie van de Raphidiidae. 
Tadshikoraphidia werd voor het eerst wetenschappelijk beschreven door H. Aspöck & U. Aspöck in 1968.

## Soorten
Het geslacht Tadshikoraphidia omvat de volgende soorten:
- Tadshikoraphidia denticulata (H. Aspöck et al., 1968)
- Tadshikoraphidia dolini (U. Aspöck & H. Aspöck, 1980)